# Осетинские фамилии
Осети́нские фами́лии (ирон. мыггæгтæ, дигор. муггæгтæ) — фамилии, носителями которых являются осетины. 

## Описание
Мыггаг — группа родственников, являющихся членами нескольких патронимий и объединённых общим происхождением от одного предка по мужской линии и первоначальным жительством в одном месте. Одним из признаков осетинских фамилий являлось его название по имени родоначальника. Например, от имени Хетага образовалась многочисленная фамилия Хетагката (Хетагуровы).

### Этимология
Род у осетин называется «мыггаг», что в переводе означает — «семя», «род», «порода».

### Образование фамилий
Осетинские фамилии образются путем прибавления аффикса ―т и окончания æ. Окончание ―æ является показателем именительного падежа. В именительном падеже фамилии употребляются, когда говорится обо всей фамилии в совокупности: Æлбор + тæ — Æлбортæ ‘Алборовы’, Абе + тæ — Абетæ ‘Абеевы’. Есть несколько фамилий-исключений из этого правила: Ход (Ходовы), Бад (Бадовы) и Дыгур (Дигуровы).

## Антропонимика

### Омонимы
Из-за несовершенства применяемой транскрипции некоторые фамилии, разные и по происхождению, и по звучанию, по-русски пишутся одинаково.
- Абаевы — (ирон. Абайтæ; дигор. Æбатæ)
- Баевы — (осет. Байатæ, Байтæ)
- Бероевы — (осет. Беройтæ, Беруатæ)
- Бурнацевы — (ирон. Бырнацтæ; дигор. Бурнæцтæ)
- Габуевы — (осет. Габутæ, Гæбутæ)
- Елоевы — (осет. Елойтæ, Елуатæ)
- Калоевы — (осет. Калойтæ, Калотæ)
- Кантемировы — (ирон. Хъантемыратæ; дигор. Хъантемуртæ)
- Кануковы — (ирон. Хъаныхъуатæ; дигор. Хъанухътæ)
- Кокоевы — (осет. Кокойтæ, Кокуатæ)
- Кочиевы — (осет. Коцтæ, Къочитæ, Хъоцытæ)
- Рамоновы — (осет. Рæмонатæ, Рæмонтæ)
- Сабановы — (осет. Сабантæ, Сæбантæ)
- Сидаковы — (осет. Сидахъатæ, Сидахътæ)
- Тамаевы — (осет. Тамайтæ, Таматæ)
- Токаевы — (осет. Токатæ, Тохъайтæ)
- Тугановы — (ирон. Тугъанатæ, дигор. Туйгъантæ)

### Женские
Определенная группа фамилий имела своим первопредком женщину или унаследовала фамильные наименования материнских родов.
- Албегоновы — (осет. Æлбегонтæ)
- Галавановы — (осет. Галуантæ)
- Гамаоновы — (осет. Гæмаонтæ)
- Гатагоновы — (осет. Гæтæгонтæ)
- Хабалоновы — (осет. Хæбæлонтæ)
- Цорионовы — (осет. Цорионтæ)

### Животные
Осетинские фамилии производные от названий животных:
- Арсаговы, Аршиевы — (осет. арс – медведь)
- Бираговы — (осет. бирæгъ – волк)
- Богаевы — (осет. богъ – бугай)
- Галабуевы — (осет. гæлæбу – бабочка)
- Каркусовы — (осет. карк – курица)
- Кабисовы — (осет. къæбыс – щенок)
- Тускаевы — (дигор. тускъа – кабан)
- Царгасовы — (осет. цæргæс – орёл)